# Aldeia do Bispo (Guarda)
Aldeia do Bispo es una freguesia portuguesa del concelho de Guarda, con 10,75 km² de superficie y 180 habitantes (2001). Su densidad de población es de 16,7 hab/km².